# Берхіда
Берхіда (угор. Berhida) — місто в медьє Веспрем в Угорщині. Населення 5968 чол. (2001).